# Phyllis Frelich
Phyllis Frelich (Devils Lake, 29 febbraio 1944 – Temple City, 10 aprile 2014) è stata un'attrice statunitense.
Nel 1980 ha recitato nella produzione originale di Broadway di Figli di un dio minore e per la sua performance ha vinto il Tony Award alla miglior attrice protagonista in uno spettacolo.

## Filmografia

### Cinema
- L'amore a 13 anni (Children on Their Birthdays), regia di Mark Medoff (2002)

### Televisione
- Barney Miller - serie TV, 1 episodio (1981)
- La piccola grande Nell (Gimme a Break!) - serie TV, 1 episodio (1985)
- Spenser - serie TV, 1 episodio (1986)
- Santa Barbara - serie TV, 1 episodio (1987)
- Hunter - serie TV, 1 episodio (1991)
- Avvocati a Los Angeles (L.A. Law) - serie TV, 1 episodio (1992)
- Pacific Blue - serie TV, 1 episodio (1999)
- E.R. - Medici in prima linea (ER) - serie TV, 2 episodi (1998-1999)
- Un detective in corsia (Diagnosis: Murder) - serie TV, 1 episodio (1999)
- Agente speciale Sue Thomas (Sue Thomas: F.B.Eye) - serie TV, 1 episodio (2004)
- CSI - Scena del crimine (CSI: Crime Scene Investigation) - serie TV, 1 episodio (2011)

## Teatro
- The National Theater of the Deaf, di Bernard Bragg e Dorothy Miles, regia di J. Ranelli. ANTA Playhouse di Broadway (1970)
- Figli di un dio minore, di Mark Medoff, regia di Gordon Davidson. Longacre Theatre di Broadway (1980)
- Big River, libretto di William Hauptman, colonna sonora di Roger Miller, regia di Jeff Calhoun. American Airlines Theatre di Broadway (2003)
- Prymate, di Mark Medoff, regia di Edwin Sherin. Longacre Theatre di Broadway (2004)